# 上田誠之助
上田 誠之助（うえだ せいのすけ、1921年11月30日 - 2011年5月21日）は、日本の農芸化学者。九州大学名誉教授。専門は発酵工学、醸造工学。

## 経歴
福岡市に生まれる。福岡県中学修猷館、広島高等工業学校を経て、1945年九州帝国大学農学部農芸化学科を卒業する。
1945年九州帝国大学副手、1947年九州大学助手、1959年助教授を経て、1967年教授に就任する。1958年農学博士の学位を得る。
1985年九州大学を退官し名誉教授となり、同年熊本工業大学教授に就任する。
1986年紫綬褒章、1992年勲三等旭日中綬章を受章。